# Psyttalia cosyrae
Psyttalia cosyrae är en stekelart som först beskrevs av Wilkinson 1927.  Psyttalia cosyrae ingår i släktet Psyttalia och familjen bracksteklar. Inga underarter finns listade i Catalogue of Life.